# Поток-Великий (Люблінське воєводство)
Поток-Великий (пол. Potok Wielki) — село в Польщі, у гміні Поток-Великий Янівського повіту Люблінського воєводства.
Населення — 678 осіб (2011).
У 1975-1998 роках село належало до Тарнобжезького воєводства.

## Демографія
Демографічна структура станом на 31 березня 2011 року:
|          | Загалом | Допрацездатний вік | Працездатний вік | Постпрацездатний вік |
| -------- | ------- | ------------------ | ---------------- | -------------------- |
| Чоловіки | 335     | 70                 | 222              | 43                   |
| Жінки    | 343     | 75                 | 180              | 88                   |
| Разом    | 678     | 145                | 402              | 131                  |